# Marine Corps Base Hawaii

i7
i11
i13
Die Marine Corps Base Hawaii (MCBH, ICAO-Code: PHNG), ehemals Marine Corps Air Station, Kaneohe Bay und zuvor Naval Air Station Kaneohe Bay, ist eine Militärbasis des U.S. Marine Corps und ein Militärflugplatz zwischen Kāneʻohe und Kailua auf der Halbinsel Mōkapu auf Oʻahu im Landkreis Honolulu County im US-amerikanischen Bundesstaat Hawaii. Der Standort hatte im Jahr 2000 11.827 Bewohner.
Die Einrichtung besteht aus den Bereichen Camp Smith, Kaneohe Bay, Marine Corps Training Area Bellows, Manana Family Housing Area, Pearl City Warehouse Annex und dem Puuoloa Range Complex.
Ein Flughafengebäude der früheren Kaneohe Naval Air Station sowie die Flotte der Catalina-Wasserflugzeuge wurden beim japanischen Angriff auf Pearl Harbor 1941 zerstört. Das betroffene Gelände wurde am 28. Mai 1987 als National Historic Landmark geschützt und gleichzeitig als Historic District im National Register of Historic Places eingetragen.
Auf dem Gelände der Basis finden am Pyramid Rock Beach seit 2004 in zweijährigen Abständen Militärübungen der RIMPAC-Staaten statt.

## Bedeutende Dienststellen
- Combat Logistics Battalion 3
- 3rd Marine Regiment
- Marine Aircraft Group 24
- 3rd Radio Battalion
- VR-51, mit Boeing C-40 ausgerüstete US-Navy-Staffel (seit 2019)[12]